# LaLigaTV por M+
LaLigaTV por M+ é um canal de televisão por assinatura espanhol pertencente à Telefónica, dedicado exclusivamente ao futebol e focado na transmissão do Campeonato Nacional da Primeira Divisão da LaLiga. O canal está disponível na Espanha por meio da Movistar Plus+ e Orange TV, e em Andorra pela SomTV. Ele conta com seis canais adicionais (LaLigaTV 2–7 pela Movistar Plus+), para transmissão de partidas que ocorrem simultaneamente.

## História

### Início das transmissões televisivas de une
A primeira transmissão de um jogo do Campeonato Nacional da LaLiga na Espanha ocorreu em 24 de outubro de 1954, durante uma partida entre Real Madrid e Racing de Santander, realizada em Chamartín, correspondente à sétima jornada da temporada 1954/55. Já no final da década de cinquenta, ocorreu a primeira transmissão ao vivo de uma partida da liga para todo o país. Foi um "Clássico" entre Real Madrid e Barcelona, jogado em Chamartín em 15 de fevereiro de 1959, e foi assistido por mais de um milhão de espectadores através da Televisão Espanhola.
Nas décadas de sessenta, setenta e oitenta, a transmissão ao vivo de um jogo de cada jornada da LaLiga tornou-se um dos programas mais populares e seguidos na programação da Televisão Espanhola. Essa prática começou regularmente em 1963, graças a um acordo inovador em toda a Europa entre a Real Federação Espanhola de Futebol (RFEF) e a TVE. Era comum transmitir o jogo que encerrava a jornada da liga, aos domingos, às 8 da noite. Além das transmissões ao vivo dos jogos, também eram exibidos programas de resumo de todas as partidas da jornada da LaLiga. Essa tradição começou em 1957 com programas como "Sua Equipe Fora de Casa" ou "Graderío" e continuou até a introdução, em 1972, do ainda presente "Estudio Estadio".

### Entrada da televisão de pagamento
Na década de noventa, a Televisão Espanhola deixou de deter exclusivamente os direitos de transmissão, ocorrendo uma abertura nas transmissões do campeonato da LaLiga com a entrada da televisão por assinatura, representada pelo Canal+, e das emissoras regionais da FORTA na televisão aberta. A temporada 1990/91 foi a primeira em que mais de um jogo por jornada foi transmitido: um jogo era exibido abertamente aos sábados (às 22 horas) pelas emissoras regionais da FORTA e pela TVE naA 2, e outro jogo era transmitido codificado aos domingos (às 21 horas) pelo Canal+, em uma partilha que continuou até 1997.
Em 1997, foi aprovada nas Cortes a amplamente conhecida como "Lei dos Capacetes", que regulamentava os eventos de interesse público nas transmissões esportivas, impondo a obrigação de exibir, de forma aberta, pelo menos um jogo a cada jornada.
Entre 1997 e 2009, os direitos de transmissão do campeonato foram detidos pela Audiovisual Sport (AVS), uma empresa majoritariamente participada pela Pressa/Sogecable e Telefónica Média. O lançamento das plataformas digitais Canal Satélite Digital (Pressa) e Via Digital (Telefónica) permitiu, por meio do serviço de pagamento por visão (PPV), completar a transmissão dos dez jogos de cada rodada. Dessa forma, a temporada 1997/98 marcou a primeira vez em que a totalidade da jornada da Primeira Divisão foi televisionada ao vivo. A distribuição das transmissões era a seguinte: dois jogos em sinal aberto, o tradicional dos sábados pelas emissoras autonômicas e A 2 (22 horas), e a novidade das segundas-feiras pela Antena 3 (22 horas); outro jogo, o já existente codificado dos domingos pelo Canal+ (21 horas); e os sete restantes disponíveis na modalidade de PPV, concentrados no horário histórico dos domingos (17 horas). A partir de 1999, apenas o jogo do "prime time" dos sábados seria transmitido em sinal aberto.

### Disputas empresariais pelos direitos
Iniciado o novo século e após a denominada "I Guerra do Futebol" entre a Sogecable (Pressa) e a Admira Sports (Telefónica Média), ocorre a fusão das duas principais plataformas do país, dando origem à Digital+. No período de 2003 a 2008, a Digital+ passa a retransmitir exclusivamente todo o futebol pago, compreendendo oito jogos em PPV e o chamado "jogaço" da Canal+.
Em 2007, surge o que ficou conhecido como a "II Guerra do Futebol", resultado da integração da Mediapro um ano antes na sociedade AVS, detentora dos direitos do campeonato e com maioria acionária na Sogecable. A partilha de direitos em 2006 resulta na entrada da A Sexta para a transmissão do jogo em sinal aberto aos sábados, uma emissora generalista criada no mesmo ano, substituindo as autonómicas da FORTA entre 2006 e 2012. No que diz respeito às transmissões pagas, isso leva ao lançamento por parte da Mediapro do canal temático premium Golo Televisão na temporada 2008/09, disponível em várias plataformas de cabo, desencadeando uma intensificação na batalha legal com a Sogecable. Finalmente, na temporada seguinte de 2009/10, Mediapro e Sogecable alcançam um acordo trienal (2009–2012), pelo qual o canal temático Golo Televisão (Mediapro) e o recém-criado Canal+ Une (Sogecable) transmitiriam os mesmos três jogos por rodada. Canal+ manteria sua primeira escolha, enquanto os cinco restantes seriam transmitidos em PPV. GolT estaria disponível através da TDT Premium e em plataformas de cabo, enquanto Canal+ Une estaria na plataforma satélite Digital+.
No triênio 2012–2015, foi implementado o horário de jornada contínua para evitar a sobreposição de jogos nos dois canais temáticos de pagamento – Canal+ Une e GolT –, que ampliaram sua cobertura para incluir oito partidas por rodada, resultando na exclusão da modalidade de PPV. O Canal+ continuou a transmitir o jogo restante de pagamento, conhecido como o "jogaço", celebrando assim 25 anos de sua transmissão em 2015, que foi o último ano em que o canal o exibiu. O jogo em sinal aberto teve sua data de transmissão alterada do "prime time" dos sábados para as segundas-feiras, já sem a participação de equipes envolvidas em competições europeias. Inicialmente, foi transmitido pela Marca TV e, a partir de março de 2013, pela Quatro.Quatro

### Comercialização centralizada
Em 2015, foi aprovado nas Cortes o Real Decreto-Lei 5/2015, que estabeleceu um sistema de comercialização conjunta dos direitos audiovisuais do futebol profissional. O objetivo era alcançar uma distribuição mais equitativa entre os clubes e evitar conflitos entre os operadores de televisão. LaLiga foi encarregada dessa comercialização e, nesse mesmo ano, lançou um concurso exclusivamente para os direitos da competição na temporada 2015/16, devido à urgência na aprovação da lei. Os direitos dos nove jogos de pagamento foram concedidos à Telefónica, que estreava a plataforma Movistar+ como resultado da fusão entre Movistar TV e Canal+, enquanto a Televisão Espanhola ficou com os direitos do jogo em sinal aberto, que seria transmitido pelo canal Teledeporte.

### Lançamento de Movistar LaLiga
Esse canal temático de pagamento, que se destaca por transmitir nove jogos por rodada da Primeira e Segunda Divisão, incluindo o tradicional "jogaço" (enquanto o restante jogo em sinal aberto da Primeira Divisão é transmitido pela Golo), foi criado para veicular esse pacote de partidas em território nacional durante o triênio de 2019 a 2022. Os direitos foram adquiridos em 25 de junho de 2018 pela Telefónica. As transmissões do canal tiveram início em 16 de agosto de 2019, coincidindo com o primeiro jogo da Une na temporada 2019/20, entre Athletic e Barcelona, disputado em San Mamés.
O 19 de janeiro de 2022, Movistar+ mudou de nome a Movistar Plus+, mudança que contraiu uma nova denominação em seus canais próprios e uma nova identidade visual. Movistar LaLiga passou a denominar-se LaLiga por Movistar Plus+.

## Narradores e comentaristas

### Narradores
- Carlos Martínez (2019-?)
- José Sanchís (2019-?)
- Lluís Esquerdo (2019-?)
- Hector Antonio Ruiz (2022-?)
- Jordi Pons (2022-?)
- Alba Oliveros (2022-?)

### Comentaristas
- Iker Casillas (2022-?)
- Axel Torres (2019-?)
- Fernando Morientes (2022-?)
- Gaizka Mendieta (2022-?)
- Jofre Mateu (2022-?)
- Esteban Suárez (2022-?)
- Marcos López (2022-?)
- Miguel Torres (2022-?)
- David Albelda (2022-?)

### Pé de campo
- Ismael Medina (2019-?)
- Antonio Callejón (2019-?)
- Isabel Forner (2019-?)
- Inma Rodríguez (2019-?)
- Dani Méndez (2019-?)
- Edu Aguirre (2022-?)
- Albert Fernandez (2022-?)
- Monica Benavent (2022-?)
- Isaac Fouto (2022-?)
- Dario Muela (2019-?)
- Endika Martínez (2022-?)

### Comentaristas anteriores
- Michael Robinson (Jogaço) (2019-2020)
- Óscar García Junyent (Barcelona) (2019)
- Santi Cañizares (2019-2021)
- Santi Segurola (2019-2021)
- Adolfo Barbero (2019-2022)
- Enrique Pastor (2019-2022)
- Miguel Ángel Román (2019-2022)
- Julio Maldonado Maldini (2019-2022)
- Álvaro Benito (2019-2022)
- Miquel Costumar (2019-2022)
- Guille Uzquiano (2019-2022)
- Gustavo López (2019-2022)
- Javi Casquero (2019-2022)
- Andrés Palop (2019-2022)
- Jorge Valdano (2019-2022)
- Gerard López (2019-2021)
- Andoni Zubizarreta (2020-2021)
- Roberto Carlos (2021)
- Paco Jémez (2021)
- Pitu Abelardo (2021-2022)
- Miguel Ángel Moyá (2021-2022)

### Jogaço em LaLiga por Movistar Plus+
O jogaço é o partido mais destacado de cada jornada que preferivelmente costuma ser sábado ou domingo às 21:00 e normalmente costumam retrasmitir a Barcelona ou Real Madri. 
Comentaristas
Carlos Martínez (2019-?) 
Axel Torres (2022-?) 
Fernando Morientes (2022-?) (Real Madri) 
Iker Casillas (2022-?) (Ocasiões especiais) 
Gaizka Mendieta (2022-?) (Barcelona) 
Michael Robinson (2019-2020) 
Julio Maldonado Maldini (2019-2022) 
Álvaro Benito (2020-2022) 
Pé de campo
Isabel Forner (2022-?) 
Edu Aguirre (2022-?) 
Ricardo Serra (2019-2022) 
Mónica Marchante (2019-2022)    

## Programação
| Campeonato       | Partidos por jornada                                         |
| ---------------- | ------------------------------------------------------------ |
| Primera División | 9/10 partidos por jornada (2019-2022)                        |
| Primera División | 5/10 partidos por jornada, 3 jornadas em exclusiva. (2022-?) |

## Outros programas

### A casa do futebol (2019-2022)
É um programa que se faz entre partido e partido no que põem a prévia e o pós partido, resúmenes da jornada e mais.

#### Presentadora
- Danae Boronat

#### Colaboradores
- Andrés Palop
- Javier Casquero
- Santi Segurola
- Miquel Costumar
- Gerard López
- Andoni Zubizarreta
- Leio Franco

### Jogaço de Movistar (2019-2021)
Programa que se emite nos domingos às 23:00 no que se repassa toda a jornada de Primeira, Segunda e mais.

#### Presentador
- Juanma Castaño

#### Copresentador
- Álvaro Von Richetti

#### Colaboradores
- Santi Cañizares
- Roberto Palomar
- Álvaro Benito
- Guille Uzquiano
- Gerard López (suplente)
- Jorge Valdano (suplente)

## Logotipos

2019 - 2022
2022
2022 - 2023
2023 - actualidade

## Veja-se também
- Movistar Plus+